# العلاقات الأيرلندية الزيمبابوية
العلاقات الأيرلندية الزيمبابوية هي العلاقات الثنائية التي تجمع بين جمهورية أيرلندا وزيمبابوي.

## مقارنة بين البلدين
هذه مقارنة عامة ومرجعية للدولتين:
| وجه المقارنة                                              | جمهورية أيرلندا                                       | زيمبابوي |
| --------------------------------------------------------- | ----------------------------------------------------- | --- |
| المساحة (كم2)                                             | 70.27 ألف                                             | 390.76 ألف |
| عدد السكان (نسمة)                                         | 4.76 مليون                                            | 16.53 مليون |
| الكثافة السكانية (ن./كم²)                                 | 67.74                                                 | 42.3 |
| العاصمة                                                   | دبلن                                                  | هراري |
| اللغة الرسمية                                             | اللغة الأيرلندية، لغة إنجليزية، الإنجليزية الأيرلندية | لغة إنجليزية، اللغة الشونا، النديبيلية الشمالية ‏، لغة الشيشيوا، Barwe ‏، Kalanga language ‏، Tshwa language ‏، النداو ‏، اللغة التسونجا، لغة الإشارة الزيمبابوية ‏، اللغة السوتية، تونغا ‏، اللغة التسوانية، اللغة الفيندية، اللغة الكوسية |
| العملة                                                    | جنيه أيرلندي، يورو، عملات اليورو الأيرلندية           | دولار أمريكي |
| الناتج المحلي الإجمالي (بليون دولار)                      | 333.73 مليار                                          | 17.85 مليار |
| الناتج المحلي الإجمالي (تعادل القوة الشرائية) بليون دولار | 318.16 مليار                                          | 27.88 مليار |
| الناتج المحلي الإجمالي الاسمي للفرد دولار أمريكي          | 61.13 ألف                                             | 924 |
| الناتج المحلي الإجمالي للفرد دولار أمريكي                 |                                                       | 1.79 ألف |
| مؤشر التنمية البشرية                                      | 0.916                                                 | 0.509 |
| رمز المكالمات الدولي                                      | +353                                                  | +263 |
| رمز الإنترنت                                              | .ie                                                   | .zw |
| المنطقة الزمنية                                           | 00، ت ع م+01:00، أوروبا/دبلن ‏                         | ت ع م+02:00 |

## منظمات دولية مشتركة
يشترك البلدان في عضوية مجموعة من المنظمات الدولية، منها:
| علم المنظمة | اسم المنظمة                               | تاريخ انضمام جمهورية أيرلندا | تاريخ انضمام زيمبابوي |
| ----------- | ----------------------------------------- | ---------------------------- | --------------------- |
|             | مؤسسة التنمية الدولية                     | 22 ديسمبر 1960               | 29 سبتمبر 1980        |
|             | الأمم المتحدة                             | 14 ديسمبر 1955               | 25 أغسطس 1980         |
|             | منظمة التجارة العالمية                    | ?                            | ?                     |
|             | منظمة الشرطة الجنائية الدولية             | ?                            | ?                     |
|             | المركز الدولي لتسوية المنازعات الاستشارية | 7 مايو 1981                  | 19 يونيو 1994         |
|             | الاتحاد الدولي للاتصالات                  | 8 ديسمبر 1923                | 10 فبراير 1981        |
|             | الفريق المعني برصد الأرض                  | ?                            | ?                     |
|             | البنك الدولي للإنشاء والتعمير             | 8 أغسطس 1957                 | 29 سبتمبر 1980        |
|             | الاتحاد البريدي العالمي                   | ?                            | ?                     |
|             | منظمة حظر الأسلحة الكيميائية              | ?                            | ?                     |
|             | مؤسسة التمويل الدولية                     | 11 سبتمبر 1958               | 29 سبتمبر 1980        |
|             | وكالة ضمان الاستثمار متعدد الأطراف        | 27 أكتوبر 1989               | 10 أبريل 1992         |
|             | يونسكو                                    | 3 أكتوبر 1961                | 22 سبتمبر 1980        |

## أعلام
هذه قائمة لبعض الشخصيات التي تربطها علاقات بالبلدين:
- جينيفر لويز ويليامز (ناشطة حقوق إنسان زيمبابوية، 1 أبريل 1962 – )

## وصلات خارجية
- موقع وزارة الخارجية الزيمبابوية